# Acrobata

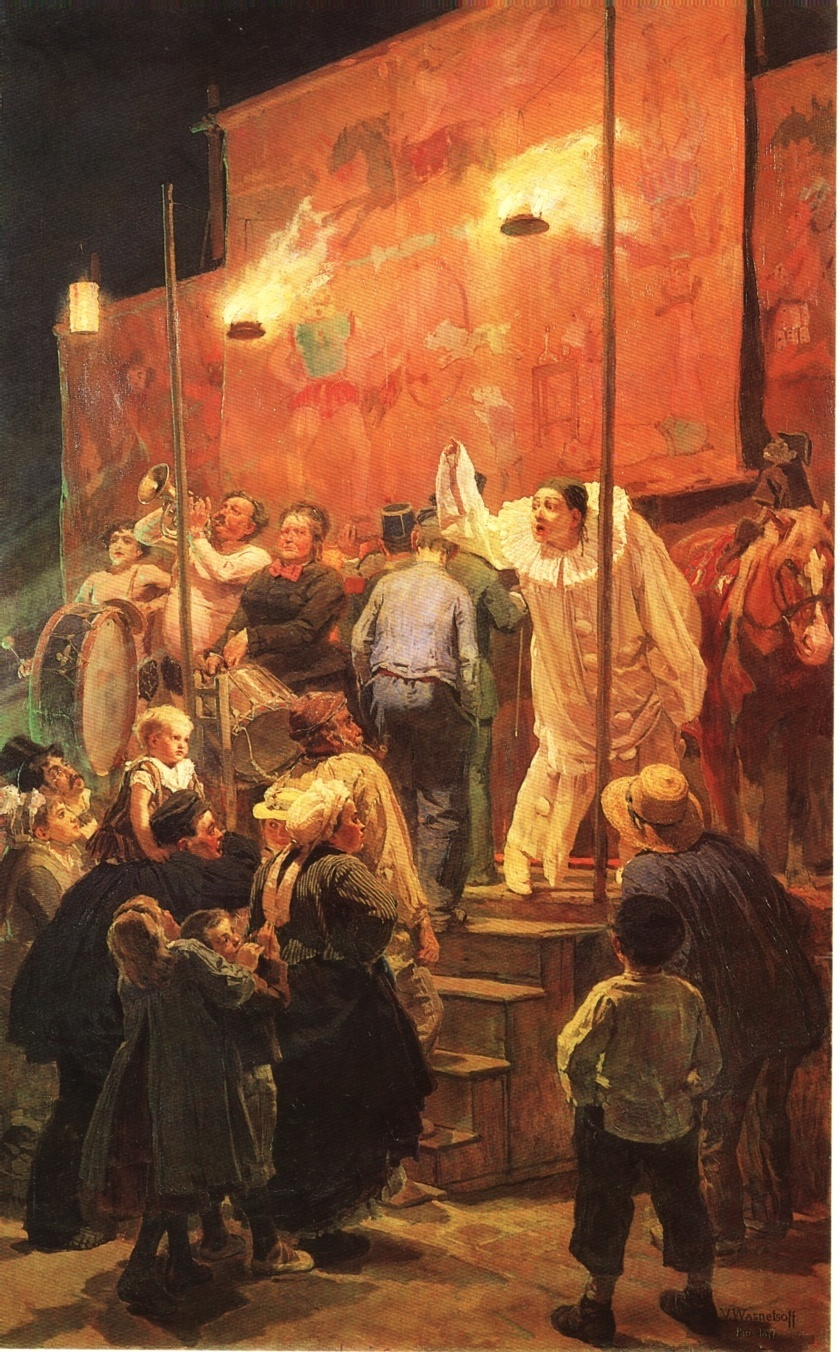
Acrobati (1877), di Viktor Vasnetsov

L'acrobata (dal greco ἀκροβάτης akrobátes, "che cammina sulle punte dei piedi"; da ἄκρος ákros "estremo" e βαίνω báino "cammino") è un atleta del circo che offre al pubblico esercizi spettacolari di elevata difficoltà o ad alto rischio.
I suoi numeri sono fondamentali per la storia dell'arte circense.

## Descrizione

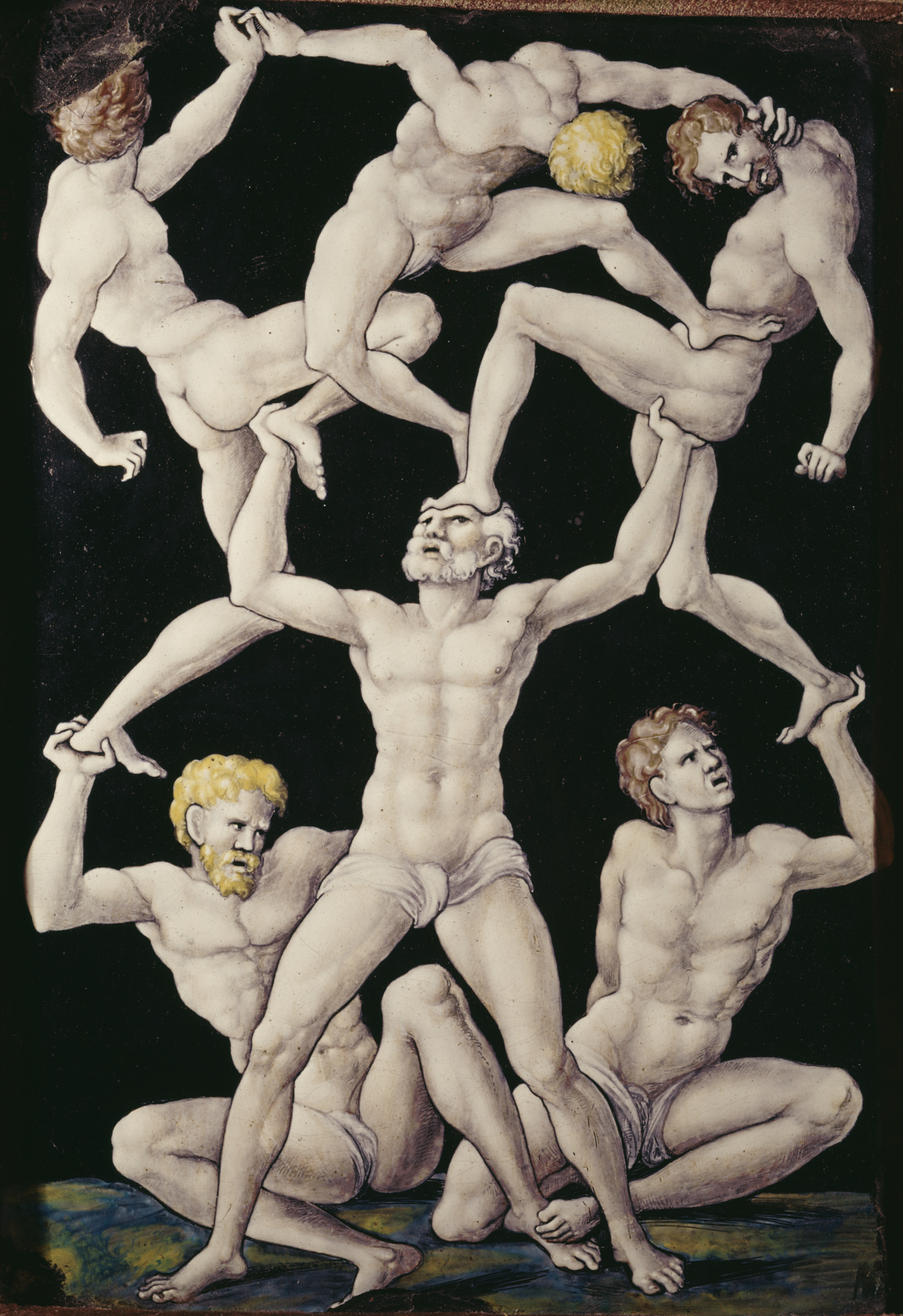
Pierre Pénicaud, Placca con gli acrobati, circa 1550, Walters Art Museum (Baltimora)

I numeri proposti dall'acrobata richiedono un'ottima preparazione fisica e doti atletiche non comuni che garantiscono la sicurezza necessaria per compiere l'esercizio correttamente e senza correre pericoli.
Un numero che si vede comunemente al circo è quello in cui uno o più funamboli camminano in equilibrio su una fune a qualche metro di altezza (detta nel gergo filo basso), con il cavo teso da due mini tralicci collegati a un verricello, esiste anche il più spettacolare filo alto in cui l'artista compie evoluzioni da un pilone all'altro del tendone, a svariati metri d'altezza: questi vengono definiti anche numeri di equilibrismo o più correttamente di funambolismo.
Un altro numero proposto è una serie di piroette e di involuzioni su delle altalene mobili con le quali gli acrobati si lanciano da un pilone all'altro: questo numero è definito in gergo trapezio, definizione più che corretta visto che il manubrio e i due fili collegati al soffitto che lo sostengono formano appunto la figura di un trapezio equilatero.
Quasi sempre, per questi esercizi molto pericolosi, vengono utilizzati strumenti di sicurezza: spesso si utilizza una fune di sicurezza, collegata a una carrucola e quindi a un assistente (munito di imbracatura) che segue il numero da terra mentre altre volte, specie per i numeri di filo è predisposta una rete di sicurezza a mezza altezza.
Un'altra attività acrobatica è quella dei "tessuti aerei" un lungo tessuto (circa 16 metri di lunghezza per 1 m di larghezza) piegato a metà (ergo si ottengono due tessuti da 8 metri di lunghezza) sui quali l'acrobata danza ed esegue figure spettacolari.
Una variante dei tessuti aerei è la "corda liscia", una lunga corda di cotone del diametro di circa 5 cm appesa per un capo sulla quale l'acrobata svolge le sue evoluzioni.
Tra gli acrobati più popolari e apprezzati si ricordano il tedesco Johann Carl von Eckenberg, il francese Alexander Placide, l'italiano naturalizzato francese Augusto Frediani e Giovanni Palmiri.